# Flavio Afranio Anibaliano
Flavio Afranio Anibaliano (en latín, Flavius Afranius Hannibalianus, fl. Siglo III) fue el cónsul del año 292 d. C., prefecto pretoriano, senador y comandante militar.

## Biografía
Se cree que pertenece a una familia que se originó en las provincias orientales del imperio romano. Anibaliano fue un comandante militar que sirvió bajo el emperador Probo (r. 276-282). Un miembro de la orden ecuestre (como lo señala la referencia oficial a él como vir eminentissimus, que estaba reservado para la orden ecuestre), probablemente solo fue admitido a la orden senatorial después de la muerte de Probo en 282 d. C.
Fue elevado al rango de prefecto pretoriano del oeste en 286 d. C. bajo Maximiano, y ese año había llevado a los ejércitos imperiales a la victoria sobre las tribus germánicas a lo largo del Rin. Anibaliano mantuvo este rango hasta probablemente el 292 d. C., cuando fue nombrado cónsul prior junto a Julio Asclepiodoto. Luego, entre el 297 y el 298 d. C., se desempeñó como Praefectus urbi de Roma.
Anibaliano posiblemente estuvo casado con Eutropia, quien se divorció de él para casarse con el emperador Maximiano alrededor del 287 d. C., pero esto ha sido cuestionado. Si es así, tenían una hija, Flavia Maximiana Teodora, que se casó con el futuro emperador Constancio Cloro. Se ha especulado que la aceptación de Anibaliano del nuevo matrimonio de su esposa, así como su posición como padrastro del César Constancio, explicaron su rápido ascenso a través de las oficinas administrativas del imperio.